# رود دنیل
رود دنیل (انگلیسی: Rod Daniel؛ زادهٔ ۱۹۴۲ (۸۲–۸۳ سال)) یک کارگردان اهل ایالات متحده آمریکا است.